# Kristotomus tenuis
Kristotomus tenuis là một loài tò vò trong họ Ichneumonidae.